# Eclipse solar del 30 de mayo de 1984

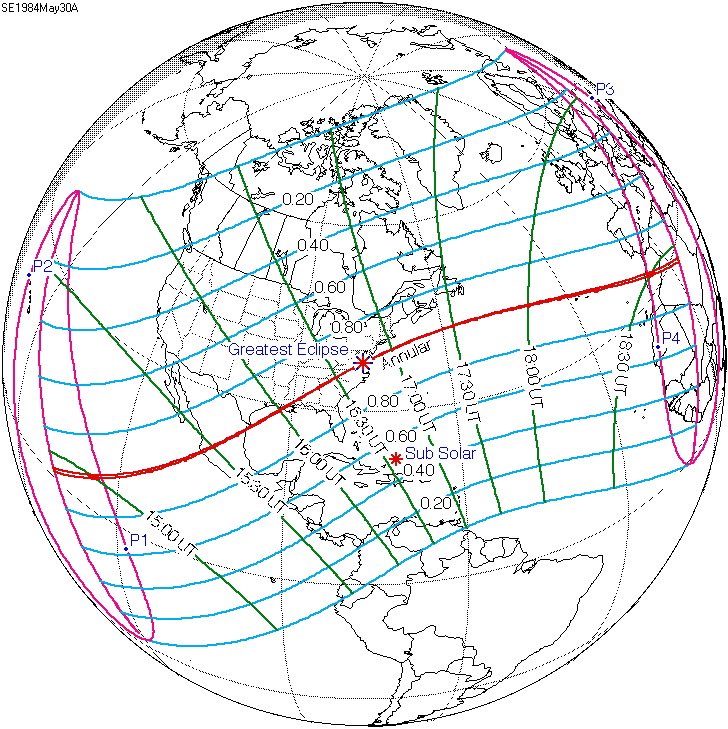
Eclipse solar del 30 de mayo de 1984.

Un eclipse solar de tipo anular ocurrió el 30 de mayo de 1984. En este caso cuando la luna pasa entre la tierra y el sol, en el momento de cubrir al astro rey, el satélite natural tiene menor diámetro aparente que el anterior ya que la luna se encuentra en una posición más alejada de la tierra, haciendo que el sol parezca una corona circular o anillo la bloquear la mayoría de la luz solar. Un eclipse anular es vista como un eclipse parcial en una región de miles de kilómetros de ancho. La sombra recorrió Hawái, el centro de México, el Golfo de México, la parte este de los Estados Unidos, el Océano Atlántico y el norte de África.